# フキタンポポ
フキタンポポ（蕗蒲公英、学名：Tussilago farfara）はキク科フキタンポポ属の多年草。フキタンポポ属は本種一種のみである。英語名の「コルツフット」でも知られる。

## 特徴
原産は中国〜ヨーロッパ。日本へは明治時代に渡来した。
花期は1〜3月。タンポポに似た黄色い花を咲かせる。また、開花後に出る葉がフキに似ていることが、フキタンポポの和名の由来となっている。全体の姿がフクジュソウを思わせるためか、正月向けの花として園芸店で販売されることも多い。

## 薬用及び毒性
蕾は款冬花（かんとうか）という生薬で、鎮咳去痰作用がある。欧米でも古代ギリシャ時代から薬用として用いられてきた。しかし、近縁種であるキオン属同様に肝毒性が強いピロリジジンアルカロイドを含んでいることが判明したため、ドイツでは発売禁止となった。
一方、ドイツとオーストリアではピロリジジンアルカロイドを含まない品種の開発も行われており、ピロリジジンアルカロイドをほとんど含まない「ウィーン Wien」という品種が開発されている。